# 迪伦·奥尔科特
迪伦·奥尔科特（英語：Dylan Alcott，1990年12月4日—），澳大利亚男子篮球、网球运动员。他曾代表澳大利亚参加2008年、2012年、2016年和2020年夏季残疾人奥林匹克运动会，获得四枚金牌和二枚银牌。